# Романов Петро Миколайович
Петро́ Микола́йович Рома́́нов (1864, Санкт-Петербург — 1931, Антіб) — Великий князь (двоюрідний брат імператора Олександра ІІІ), генерал-лейтенант російської армії. Архітектор-аматор, брав участь у зведенні окремих визначних споруд на теренах України.

## Біографія
Великий князь Петро Миколайович — син Великого князя Миколи Миколайовича (старшого), брата імператора Олександра ІІ, та Великої княгині Олександри Петрівни, засновниці Покровського жіночого монастиря в Києві. Молодший брат Великого князя Миколи Миколайовича (молодшого).
Пройшов індивідуальний курс військового навчання. З 1896 року полковник, з 1903 — генерал-майор, з 1908 — генерал-лейтенант і генерал-ад'ютант. У 1898—1904 роках був членом ради головного управління Державного кіннозаводства, у 1904—1909 роках — генерал-інспектором з інженерної частини. З 1909-го за станом здоров'я обіймав символічну посаду почесного члена Миколаївської інженерної академії.
Неодноразово відвідував Київ, де з 1881 року постійно жила його мати. У 1897 році був покровителем Київської сільськогосподарської та промислової виставки, урочисто відкрив її 8 (20) липня. Володів на Південному березі Криму, в Кореїзі, значним маєтком Дюльбер, де було створено палацово-парковий комплекс. Родове гніздо князя — Миколаївський палац у Петербурзі — після смерті батька у 1890 році був переданий за борги у відання Департаменту Уділів. Спадкоємцям дозволили забрати частину картин, фарфорових виробів, меблів та сімейні реліквії.
Під час Першої світової війни Великий князь Петро Миколайович перебував при штабі старшого брата, який у 1914—1915 роках був верховним головнокомандувачем російської армії.
Був нагороджений багатьма орденами Російської імперії. Ордени Андрія Первозванного, Святого Олександра Невського, Білого Орла, Святої Анни І ступеня, Святого Станіслава І ступеня отримав при народженні; за подальшу службу удостоєний ордена Святого Володимира ІІ ступеня (1911). Мав також низку іноземних відзнак.
У революційні роки Петру Миколайовичу та деяким іншим представникам родини Романових, котрі перебували у Криму, пощастило урятуватися від «червоного терору» завдяки тому, що у 1919 році їх вивіз британський крейсер. Подальше життя Петра Миколайовича пройшло на еміграції, в Італії та у Франції.

## Архітектурна та мистецька діяльність
Петро Миколайович проявив мистецький хист як художник і архітектор-аматор. Він неодноразово пропонував ескізні проекти будівель, які були втілені професійними фахівцями. Так, у 1895—1897 роках згідно із художнім задумом Великого князя архітектор Микола Краснов спорудив у Дюльбері його власний палац, оформлення якого витримано у «мавританському стилі». У 1896 році на прохання матері Петро Миколайович підготував ескіз Миколаївського собору Києво-Покровського монастиря, яким керувався у підготовці будівельного проекту академік архітектури Володимир Ніколаєв. Брав участь у розробці внутрішнього оздоблення собору, освяченого у 1911 році. Склав проект богодільні з церквою для маєтку князів Юсупових у Криму, проектував меморіальні споруди на місцях боїв російсько-японської війни.
У 1912 році київська преса вмістила звіт про виставку архітектурних творів Великого князя Петра Миколайовича в Імператорській Академії мистецтв. У звіті відзначалося:
|  | Він — без сумніву, талановитий архітектор, і це давно відомо близькому його оточенню та зовсім невідомо широкій публіці, внаслідок скромності, що спонукувала його досі тримати під сподом свої твори . |

У 1914 році Петро Миколайович був обраний президентом Імператорського товариства заохочення мистецтв.

## Шлюб і діти
У 1889 році Великий князь Петро Миколайович одружився з королівною Міліцею, дочкою короля Чорногорії Ніколи І. Троє дітей 
- Марина (1892-1981)
- Надія(1898-1988
- Роман (1896— 1978)
- дочка Софія (народилася у двійні разом з Надією) померла немовлям у 1898 році, похована у Києво-Покровському монастирі.